# 沟子荠
沟子荠（学名：Taphrospermum altaicum）为十字花科沟子荠属下的一个种。其种加词“altaicum”意为“阿尔泰的”。